# Andrew J. Hinshaw
Andrew Jackson Hinshaw (ur. 4 sierpnia 1923 w Dexter, zm. 21 stycznia 2016) – amerykański polityk, członek Partii Republikańskiej.

## Działalność polityczna
Od 3 stycznia 1973 do 3 stycznia 1975  był przez jedną kadencję przedstawicielem nowo utworzonego 39. okręgu, a następnie do 3 stycznia 1977 przez jedną kadencję przedstawicielem 40. okręgu wyborczego w stanie Kalifornia w Izbie Reprezentantów Stanów Zjednoczonych.